# Skulptörförbundets Sergelstipendium

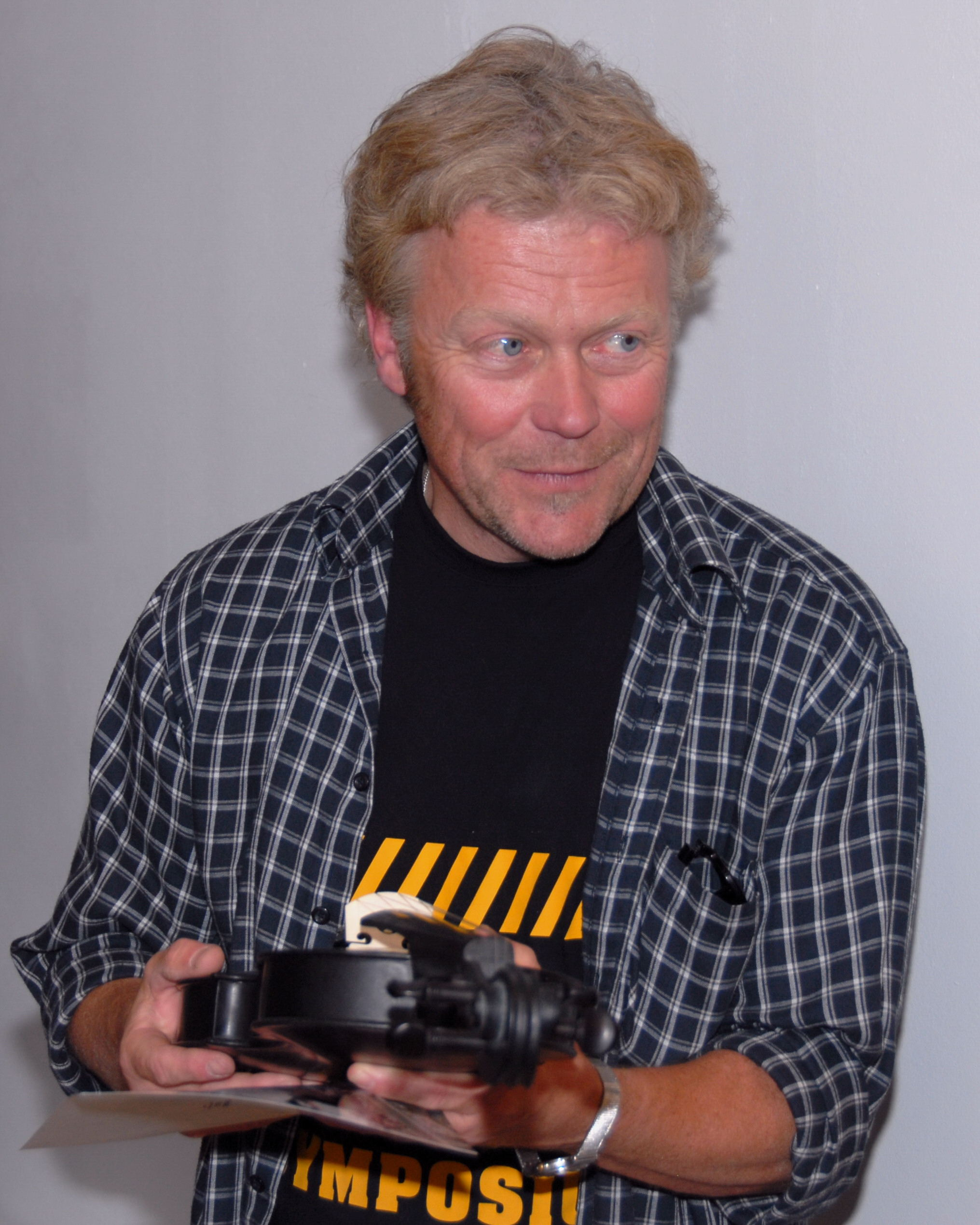
Lars Widenfalk, mottagare av Skulptörförbundets Sergelstipendium 2016. Fotot taget 2007

Skulptörförbundets Sergelstipendium var ett skulptörsstipendium, som  Skulptörförbundet delade ut årligen mellan 2007 och 2016. Det första stipendiet lämnades till Beth Laurin.
Stipendiet gavs till en i Sverige verksam skulptör, som var minst 50 år gammal. Stipendiaten utsågs av en jury om minst tre personer, som tillsatts vid Skulptörförbundets årsmöte. 
Bakom priset stod först TeliaSoneras dåvarande dotterbolag Sergel Kredittjänster AB, senare föreningen Kulturbryggan på Landsort och Arthur Hultling.

## Pristagare
- 2016 Lars Widenfalk
- 2015 Ole Drebold[3]
- 2014 Berit Lindfeldt
- 2013 Marianne Hall[4]
- 2012 Françoise Ribeyrolles-Marcus
- 2011 Lena Lervik
- 2010 Christian Partos
- 2009 Kajsa Mattas
- 2008 Roland Haeberlein
- 2007 Beth Laurin